# Coray Artur
Coray Artur (1881. július 16. – Svájc, Muralto, 1909. február 27.) magyar dobóatléta, birkózó, tornász, olimpikon.
Részt vett az 1900. évi nyári olimpiai játékokon Párizsban. Két atlétikai dobószámban indult. Diszkoszvetésben 11. lett míg súlylökésben a 7.
Klubcsapata a Budapesti TC volt.